# Brødr. Ewers
Brødr. Ewers A/S er et dansk grovvareselskab med 10 afdelinger i Danmark og hovedkvarter i Sønderborg. De handler med korn og foder samt produkter til mark, kvæg, svin, fjerkræ og heste. Desuden har de salg af energi i form af olie og biomasse. De har tre foderfabrikker og en årlig foderproduktion på ca. 300.000 tons. De har en lagerkapacitet på over 180.000 tons korn og frø.
I 2024 havde Brødr. Ewers A/S 166 ansatte og en omsætning på ca. 2,5 mia. kroner.
Virksomheden blev etableret i Sønderborg i 1931 af Hans Ewers og Otto Ewers. I 1998 overtog sønnerne Claus Ewers og Hans Otto Ewers virksomheden efter deres far Otto Ewers jr.

## Ekstern henvisning
- Officiel hjemmeside (dansk)